# The Mask of Diijon
The Mask of Diijon é um filme noir estadunidense de 1946 dirigido por Lew Landers e protagonizado por Erich von Stroheim, Jeanne Bates e William Wright.

## Sinopse
Uma tentativa de retorno de um ilusionista de palco resulta em sua humilhação. Ele planeja se vingar hipnotizando as pessoas para cometer assassinatos para ele.

## Elenco
- Erich von Stroheim ...Diijon
- Jeanne Bates ...Victoria
- William Wright ...Tony Holiday
- Denise Vernac ...Denise
- Edward Van Sloan ...Sheffield
- Hope Landin ...Mrs. McGaffey
- Mauritz Hugo ...Danton